# Between Heaven and Hell (альбом)
Between Heaven and Hell — перший студійний альбом грецької групи Firewind. Вийшов у 2002 на студії Massacre Records у Європі, на Leviathan Records у Сполучених Штатах, на EMI у Японії та на Rock Brigade у Південній Африці. Існує 3 різні версії обкладинок: європейська, японська та американська.
Альбом вийшов 10 жовтня 2007 року з європейською обкладинкою роботи Kristian Wåhlin і двома бонусними демо-композиціями.

## Список композицій
All music composed by Gus G. and all lyrics by Stephen Fredrick except the Scorpions cover "Pictured Life"
1. «Between Heaven and Hell» — 4:51
2. «Warrior» — 4:44
3. «World of Conflict» — 4:04
4. «Destination Forever» — 3:44
5. «Oceans» (Інстрементальна) — 1:49
6. «Tomorrow Can Wait» — 5:39
7. «Pictured Life» (Meine, Schenker, Roth) — 3:36
8. «Firewind Raging» — 4:26
9. «I Will Fight Alone» — 5:09
10. «Northern Sky» (Інстрементальна) — 4:50
11. «Fire» — 4:38
12. «Who Am I?» — 5:18 (Містить фрагмент концерту для скрипки Й.С. Баха)
13. «End of an Era» — 1:52 (Бонусна композиція японського видання — присвячена Chuck Schuldiner)[4]
14. «Fire» (Demo) — 4:30 (бонусний трек перевидання)
15. «Destination Forever» (Demo) — 3:28 (бонусний трек перевидання)

## Персони
Учасники гурту
- Stephen Fredrick — вокал
- Gus G. — гітара, клавішні
- Konstantine — бас-гітара
- Brian Harris — ударні